# حزب ملی (آفریقای جنوبی)
حزب ملی (آفریکانس: Nasionale Party) به صورت مخفف NP، همچنین به عنوان حزب ملی‌گرا شناخته می‌شود، حزبی سیاسی در آفریقای جنوبی بود که در سال ۱۹۱۴ تأسیس شد و در سال ۱۹۹۷ منحل شد. این حزب یک ملی‌گرای قومی آفریکانر بود. حزبی که منافع آفریکانرها را در آفریقای جنوبی ترویج می‌کرد. با این حال، در سال ۱۹۹۰ به یک حزب ملی‌گرایی مدنی آفریقای جنوبی تبدیل شد که فارغ از نژادشان به دنبال نمایندگی از همه مردم آفریقای جنوبی بود. این حزب اولین بار در سال ۱۹۲۴ به حزب حاکم کشور تبدیل شد. در طول رکود بزرگ با رقیب خود، SAP ادغام شد و به قدرت رسید و از ۴ ژوئن ۱۹۴۸ تا تا ۹ می ۱۹۹۴ آفریقای جنوبی را اداره کرد.
با شروع کار در سال ۱۹۴۸ پس از انتخابات عمومی، حزب به عنوان حزب حاکم آفریقای جنوبی شروع به اجرای سیاست جداسازی نژادی خود، معروف به آپارتاید (اصطلاح آفریکانرها برای "جدایی") کرد. اگرچه حکومت اقلیت سفیدپوست و جداسازی نژادی از قبل در آفریقای جنوبی وجود داشت و غیرسفیدها حق رأی نداشتند. قانون آپارتاید، مجازات‌های سخت برای غیرسفیدها که وارد مناطقی که فقط برای سفیدپوستان تعیین شده بود، تشدید کرد. که البته برای این کار نیاز به مجوز خاص (معروف به گذرنامه داخلی) بود، ازدواج بین نژادی و روابط جنسی جرایم غیرقانونی و قابل مجازات بودند و سیاه پوستان با محدودیت‌های قابل توجهی در حق مالکیت مواجه بودند. پس از اینکه آفریقای جنوبی توسط اتحادیه کشورهای همسود به دلیل سیاست‌های آپارتاید محکوم شد، دولت به رهبری حزب ملی(NP) درخواست برای خروج از اتحادیه را کرد، و خواستار جدایی از پادشاهی بریتانیا و تبدیل شدن به نظام جمهوری داشت.